# كوبري القبة
كوبري القبة شياخة في حي الوايلي المنطقة الغربية بمحافظة القاهرة تقع في منتصف القاهرة تماما بين مصر الجديدة ومدينة نصر والعباسية وحدائق القبة
وتتميز جسر القبة بموقعها المتميز جدا هذا إذ تمر عليه معظم المواصلات العامة وبها محطة لمترو الأنفاق ومحطة لمترو مصر الجديدة وهو ما يطلق عليه «زقزوقة» باللغة الدارجة.

## أعلام
من أشهر من سكنوا بكوبري القبة الرئيس الراحل محمد أنور السادات والذي قضى فيها أيام شبابه الأولى بشارع اسمة ابن حبيب وكانت له عده زيارات أيام حكمه لمصر لهذا الشارع أشهرها على الإطلاق زيارته لمنزل عم زكريا فايد صاحب أقدم بقالة بجسر القبة والذي كانت تربطه به علاقه قوية ومتينة. عاش في هذه المنطقة الفنان محمود شكوكو والذي كان يسكن شارع محمود شكري خلف مسجد مصطفى الشعراوي والمعروف بمسجد جمال عبد الناصر والذي يضم قبر الرئيس الراحل جمال عبد الناصر وزوجته السيدة تحية عبد الناصر وسكن بها أيضا الفنان عبد الله فرغلي (علام الملواني) والفنان فؤاد خليل وتشتهر جسر القبة بالكرة الشراب ومن أفضل من مارس هذه اللعبة من أبنائها علاء الدين محمود حسين وسكن بشارع ابن وصيف.